# Betrayal of Silence
Betrayal of Silence es un telefilme canadiense del género drama de 1988, dirigido por Jeff Woolnough, escrito por Jim Makichuk, musicalizado por Bruce Fowler y Luke Koyle, en la fotografía estuvo Glen MacPherson y los protagonistas son Meg Foster, Joanne Vannicola y Alex Carter, entre otros. Este largometraje fue realizado por Telestories Entertainment Inc..

## Sinopsis
Una abogada principiante recibe el caso de una nena de un orfelinato religioso que fue golpeada brutalmente, ella cree que los sacerdotes de ese lugar no son lo que parecen.